# Sentier Jacky Inard
Le sentier Jacky Inard est un sentier de randonnée français situé à La Réunion, sur le territoire des communes de l'Entre-Deux et Saint-Benoît. Il longe le rempart montagneux qui borde le sud-ouest du cirque naturel de Cilaos au cœur du parc national de La Réunion.